# Alphonse de Lamartine

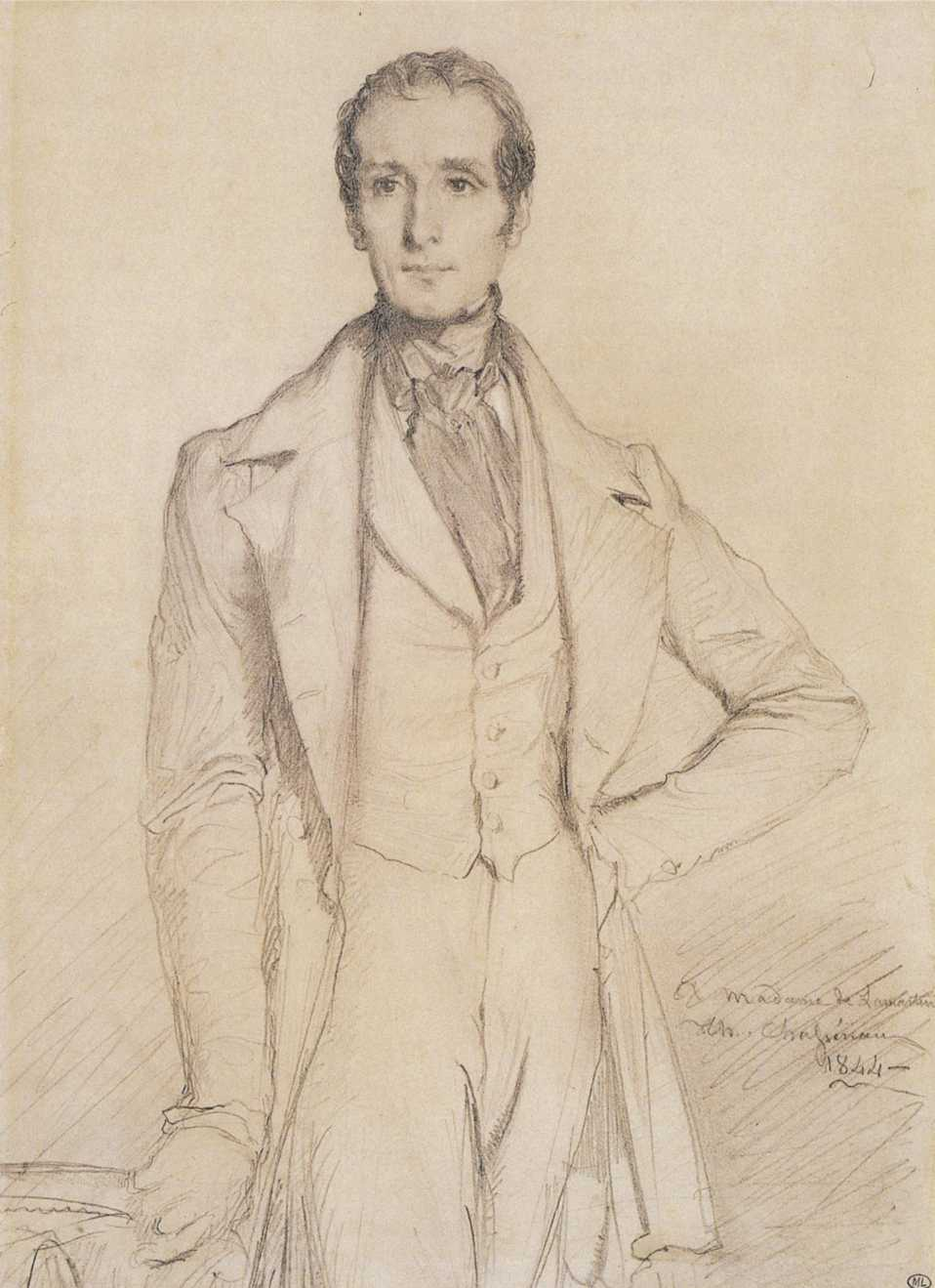
Alphonse de Lamartine por Théodore Chassériau

Alphonse Marie Louis de Prat de Lamartine (Mâcon, 21 de outubro de 1790 — Paris, 28 de fevereiro de 1869) foi um escritor, poeta e político francês. Seus primeiros livros de poemas (Primeiras Meditações Poéticas, 1820 e Novas Meditações Poéticas, 1823) celebrizaram o autor e influenciaram o Romantismo na França e em todo o mundo.

## Biografia
Filho de um conceituado capitão de cavalaria, Lamartine foi estudar em Lião, voltando-se, desde a adolescência, para a poesia, com leituras de Horácio, Virgílio e Chateaubriand. Da educação de sua mãe, recebeu a dieta alimentar que, segundo nos parece por meio desta citação de Confidências (1854), o autor foi por toda vida vegetariano: “Minha mãe estava convencida, assim como foi sempre a minha convicção, de que matar os animais para nos sustentarmos com a sua carne e o seu sangue é uma das mais deploráveis e das mais vergonhosas enfermidades da condição humana; que é uma dessas maldições lançadas sobre o homem pelo endurecimento da sua própria perversidade.”
Em 1820 lançou seu primeiro livro, "Meditações" (Les méditations), inspirado num breve amor por Julie Charles, que morreu prematuramente.
Aclamado pela crítica, ingressou na carreira diplomática, o que lhe proporcionou viagens para Nápoles, Florença e Londres.
Frustrado, com a ascensão de Luís Filipe ao trono da França, em sua intenção de ingressar na carreira diplomática, retornou à poesia com Harmonias Poéticas e Religiosas (1830), Jocelyn (1836) e A Queda de um Anjo (1838).
Foi membro do governo provisório e ministro do Exterior em 1848. Depois de sua malsucedida candidatura às eleições presidenciais, escreveu apenas narrativas autobiográficas, terminando a vida em difícil situação financeira.

No fim da vida, o governo o socorre com uma renda vitalícia de 21 mil francos, a título de recompensa nacional. Lamartine morre em 1869, em uma casa que lhe fora doada.
"Admiramos o mundo através do que amamos." - Alphonse de Lamartine.
Foi colaborador da revista Le Conservateur Littéraire.

## Características literárias
Seus poemas são caracterizados por profunda melancolia, cujos temas freqüentes são religião e amor. Sua influência no Brasil pode ser encontrada em poetas como Castro Alves e Álvares de Azevedo

## Obras
- Primeiras Meditações Poéticas (Premières méditations poétiques, 1820)
- Novas Meditações Poéticas (Nouvelles méditations poétiques, 1823)
- Harmonias poéticas e religiosas (Harmonies poétiques et religieuses, 1830)
- Viagem ao Oriente (Voyage en Orient, 1835)
- Jocelyn, 1836
- A Queda de um Anjo (La chute d'un ange, 1838)
- Os retiros (Les recueillements, 1839)
- História dos Girondinos (Histoire des girondins, 1847)
- Confidências (Confidences, 1849)
- Raphaël, 1849
- Novas Confidências (Nouvelles confidences, 1851)
- O Talhador de Pedras de Saint-Point (Le tailleur de pierres de Saint-Point, 1851)
- Geneviève, 1851 - romance policial
- Curso Familiar de Literatura (Cours familier de littèrature, 1855) - 28 volumes
- A Vinha e a Mansão (La vigne et la maison, 1857) - considerada sua obra-prima do período final.
- Historia de la Turquia 8 volumes, 1855
- Regina (Novela)
- Graziela (Novela)